# 托喀依乡
托喀依乡，是中华人民共和国新疆维吾尔自治区阿拉尔市下辖的一个乡镇级行政单位。

## 行政区划
托喀依乡下辖以下地区：
喀拉墩村、纳格热哈纳村、岱亚阿尕孜村、托帕克喀其提村、海勒克库都克村、亚苏克村、科克库勒村和库克丘勒村。